# Laubfrösche (Unterfamilie)
Die Hylinae sind eine Unterfamilie der Laubfrösche (Hylidae).

## Beschreibung
Die Hylinae sind durch verschiedene genetische Merkmale definiert. Es ist nur eine mögliche morphologische Synapomorphie des Taxons bekannt, die Beugesehne des fünften Fingers wird durch eine zweite Sehne verstärkt, die ventral vom Musculus palmaris longus entspringt. Die Chromosomenzahl beträgt 2n = 24.

## Vorkommen
Die Arten der Unterfamilie Hylinae kommen im temperierten Eurasien einschließlich der Japanischen Inseln sowie des äußersten Nordens von Afrika und in Nord- und Südamerika einschließlich der Westindischen Inseln vor.

## Systematik
Die Hylinae wurden 1815 von Rafinesque erstbeschrieben. Sie umfassten nach einer Revision durch Faivovich et al. aus dem Jahr 2005 40 Gattungen. Diese wurden später in mehrere Unterfamilien aufgeteilt, sodass die Hylinae selbst nur noch weniger als die Hälfte der Gattungen umfassten. Diese Einteilung der Hylinae ist jedoch weitgehend rückgängig gemacht worden.

### Gattungen
Insgesamt zählen derzeit 45 Gattungen mit 755 Arten zur Unterfamilie Hylinae. Der Status der Gattungen und ihre Zuordnung zu vier vorgeschlagenen Tribus (Verwandtschaftsgruppen innerhalb der Unterfamilie) bleibt jedoch in Diskussion.
Stand: 18. Dezember 2024
- Acris Duméril & Bibron, 1841 (3 Arten)
- Aplastodiscus Lutz, 1950 (16 Arten)
- Atlantihyla Faivovich, Pereyra, Luna, Hertz, Blotto, Vásquez-Almazán, McCranie, Sánchez, Baêta, Araujo-Vieira, Köhler, Kubicki, Campbell, Frost, Wheeler & Haddad, 2018 (3 Arten)
- Boana Gray, 1825 (99 Arten)
- Bokermannohyla Faivovich, Haddad, Garcia, Frost, Campbell & Wheeler, 2005 (31 Arten)[1]
- Bromeliohyla Faivovich, Haddad, Garcia, Frost, Campbell & Wheeler, 2005 (3 Arten)[1]
- Charadrahyla Faivovich, Haddad, Garcia, Frost, Campbell & Wheeler, 2005 (10 Arten)[1]
- Corythomantis Boulenger, 1896 (2 Arten)
- Dendropsophus Fitzinger, 1843 (107 Arten)
- Dryaderces Jungfer, Faivovich, Padial, Castroviejo-Fisher, Lyra, Berneck, Iglesias, Kok, MacCulloch, Rodrigues, Verdade, Torres-Gastello, Chaparro, Valdujo, Reichle, Moravec, Gvoždík, Gagliardi-Urrutia, Ernst, De la Riva, Means, Lima, Señaris, Wheeler & Haddad, 2013 (2 Arten)
- Dryophytes Fitzinger, 1843 (20 Arten)
- Duellmanohyla Campbell and Smith, 1992 (10 Arten)
- Ecnomiohyla Faivovich, Haddad, Garcia, Frost, Campbell & Wheeler, 2005 (12 Arten)[1]
- Exerodonta Brocchi, 1879 (8 Arten)
- Hyla Laurenti, 1768 (16 Arten)
- Hyloscirtus Peters, 1882 (40 Arten)
- Isthmohyla Faivovich, Haddad, Garcia, Frost, Campbell & Wheeler, 2005 (13 Arten)[1]
- Itapotihyla Faivovich, Haddad, Garcia, Frost, Campbell & Wheeler, 2005 (1 Art)[1]
- Julianus Duellman, Marion & Hedges, 2016 (4 Arten)
- Lysapsus Cope, 1862 (4 Arten)
- Megastomatohyla Faivovich, Haddad, Garcia, Frost, Campbell & Wheeler, 2005 (4 Arten)[1]
- Myersiohyla Faivovich, Haddad, Garcia, Frost, Campbell & Wheeler, 2005 (6 Arten)[1]
- Nesorohyla Pinheiro, Kok, Noonan, Means, Haddad & Faivovich, 2018 (1 Art)
- Nyctimantis Boulenger, 1882 (8 Arten)
- Ololygon Fitzinger, 1843 (52 Arten)
- Osteocephalus Steindachner, 1862 (28 Arten)
- Osteopilus Fitzinger, 1843 (8 Arten)
- Phyllodytes Wagler, 1830 (16 Arten)
- Phytotriades Jowers, Downieb & Cohen, 2009 (1 Art)
- Plectrohyla Brocchi, 1877 (21 Arten)
- Pseudacris Fitzinger, 1843 (17 Arten)
- Pseudis Wagler, 1830 (7 Arten)
- Ptychohyla Taylor, 1944 (6 Arten)
- Quilticohyla Faivovich, Pereyra, Luna, Hertz, Blotto, Vásquez-Almazán, McCranie, Sánchez, Baêta, Araujo-Vieira, Köhler, Kubicki, Campbell, Frost, Wheeler & Haddad, 2018 (4 Arten)
- Rheohyla Duellman, Marion & Hedges, 2016 (1 Art)
- Sarcohyla Duellman, Marion & Hedges, 2016 (26 Arten)
- Scarthyla Duellman & de Sá, 1988 (2 Arten)
- Scinax Wagler, 1830 (78 Arten)
- Smilisca Cope, 1865 (9 Arten)
- Sphaenorhynchus Tschudi, 1838 (15 Arten)
- Tepuihyla Ayarzagüena, Señaris & Gorzula, 1993 (9 Arten)
- Tlalocohyla Faivovich, Haddad, Garcia, Frost, Campbell & Wheeler, 2005 (5 Arten)[1]
- Trachycephalus Tschudi, 1838 (18 Arten)
- Triprion Cope, 1866 (3 Arten)
- Xenohyla Izecksohn, 1998 (2 Arten)

- Anotheca spinosa Smith, 1939 ehemals einzige Art der Gattung Anotheca heißt jetzt Triprion spinosus
- Diaglena spatulata Cope, 1887 ehemals einzige Art der Gattung Diaglena heißt jetzt Triprion spatulatus
- Die Gattung Gabohyla Araujo-Vieira, Luna, Caramaschi & Haddad, 2020 mit der einzigen Art Gabohyla pauloalvini Bokermann, 1973 wurde wieder mit der Gattung Sphaenorhynchus synonymisiert.[3]

Folgende Arten können derzeit keiner der Gattungen zugeordnet werden:
- "Hyla" imitator (Barbour & Dunn, 1921)
- "Hyla" nicefori (Cochran and Goin, 1970)

### Taxonomische Unterteilung

#### Cophomantini
- "Hyla" nicefori (Cochran & Goin, 1970)
- Aplastodiscus Lutz, 1950
- Boana Gray, 1825 (92 Arten), Synonym Hypsiboas
- Bokermannohyla Faivovich, Haddad, Garcia, Frost, Campbell & Wheeler, 2005[1]
- Hyloscirtus Peters, 1882
- Myersiohyla Faivovich, Haddad, Garcia, Frost, Campbell & Wheeler, 2005[1]
- Nesorohyla Pinheiro, Kok, Noonan, Means & Haddad, 2018 (1 Art)

#### Dendropsophini
- Dendropsophus Fitzinger, 1843
- Xenohyla Izecksohn, 1998
- Pseudis Wagler, 1830
- Scinax Wagler, 1830
- Sphaenorhynchus Tschudi, 1838
- Scarthyla Duellman & de Sá, 1988
- Lysapsus Cope, 1862

#### Lophiophylini
- Aparasphenodon Miranda-Ribeiro, 1920
- Argenteohyla Trueb, 1970
- Corythomantis Boulenger, 1896
- Dryaderces Jungfer, Faivovich, Padial, Castroviejo-Fisher, Lyra, Berneck, Iglesias, Kok, MacCulloch, Rodrigues, Verdade, Torres-Gastello, Chaparro, Valdujo, Reichle, Moravec, Gvoždík, Gagliardi-Urrutia, Ernst, De la Riva, Means, Lima, Señaris, Wheeler & Haddad, 2013[4]
- Itapotihyla Faivovich, Haddad, Garcia, Frost, Campbell & Wheeler, 2005[1]
- Nyctimantis Boulenger, 1882
- Osteocephalus Steindachner, 1862
- Osteopilus Fitzinger, 1843
- Phyllodytes Wagler, 1830
- Phytotriades Jowers, Downieb & Cohen, 2009
- Tepuihyla Ayarzagüena, Señaris & Gorzula, 1993
- Trachycephalus Tschudi, 1838

#### Hylini
- Acris Duméril & Bibron, 1841
- Anotheca
- Bromeliohyla
- Charadrahyla
- Duellmanohyla
- Ecnomiohyla
- Exerodonta
- Hyla
- Isthmohyla
- Megastomatohyla
- Plectrohyla
- Pseudacris Fitzinger, 1843
- Ptychohyla
- Smilisca
- Tlalocohyla
- Triprion